# Mineiro (futebolista)
Carlos Luciano da Silva, mais conhecido como Mineiro (Porto Alegre, 2 de agosto de 1975), é um ex-futebolista brasileiro que atuava como volante. Foi o autor do gol que deu o título mundial ao São Paulo, em 2005, contra o Liverpool. 
É conhecido por ser um dos maiores volantes da história do São Paulo Futebol Clube, tendo conquistado a Tríplice Coroa (Campeonato Paulista, Libertadores da América e Mundial de Clubes) pelo clube em 2005 e, principalmente, por no mesmo ano marcar o gol do título mundial sobre o Liverpool, em Yokohama, na vitória por 1x0 do time paulista.
Apesar do apelido, é gaúcho de nascimento, tendo herdado "Mineiro" de um irmão, que os atletas da base do Internacional achavam parecido com o jogador Cláudio Mineiro.

## Carreira
Em 1992, Mineiro foi dispensado pelo Internacional por ser considerado muito baixo. No ano seguinte, foi reprovado em um teste no Grêmio por ter atuado anteriormente no rival. Depois, passou cinco meses trabalhando na Escolinha Dom Bosco, em Porto Alegre, para manter a forma física. Convidado para jogar no Palmeiras, de Cachoeirinha, foi vice-campeão citadino juvenil em 1995. O time era formado basicamente por jogadores dispensados pelo Internacional.
Foi levado pelo empresário Jorge Machado para atuar no Rio Branco, de Americana. Jogou também pelo Guarani e Ponte Preta, ambos de Campinas,  e São Caetano, de São Caetano do Sul. Foi trazido em 2005 ao São Paulo pelo então técnico Émerson Leão, onde conquistou em 2005 o Campeonato Paulista, a Libertadores e o Mundial. Neste, recebeu um passe do atacante Aloísio e marcou o gol do título, na vitória por 1 a 0 sobre o Liverpool.
No mesmo ano, foi convocado para o jogo da Seleção Brasileira contra a Guatemala, no Pacaembu. Era o amistoso comemorativo da despedida de Romário da Seleção, jogo em que apenas jogadores atuantes no Brasil foram convocados. No entanto, o volante fez sua estreia pela Seleção quatro anos antes, em 25 de abril de 2001, no empate por 1 a 1 diante da Seleção Peruana, sendo convocado por Émerson Leão.
Tem como principal característica ter um exímio desarme de jogadas e roubadas de bola, sem fazer falta nos adversários.
Com a contusão de Edmílson, Mineiro foi convocado para disputar a Copa do Mundo de 2006 pela Seleção Brasileira. No mesmo ano, foi campeão brasileiro com o São Paulo. No começo de 2007 Mineiro foi contratado pelo clube alemão Hertha Berlim, depois das boas temporadas pelo São Paulo. Em junho foi convocado para disputar a Copa América, na Venezuela, pelo técnico Dunga, sagrando-se campeão.
Apesar de contestado na Seleção por alguns críticos e por sua idade já avançada, 33 anos, foi surpreendentemente contratado no segundo semestre de 2008 pelo poderoso Chelsea, a pedido do treinador Luiz Felipe Scolari. O técnico brasileiro desejava repor a vaga do contundido ganês Michael Essien.
Mineiro fez sua estréia pelo Chelsea como reserva, no dia 1 de novembro de 2008, entrando no jogo durante a vitória sobre o Sunderland, por 5 a 0. Seu segundo e último jogo aconteceria no dia 12 de novembro de 2008, sendo titular num empate de 1 a 1 contra o Burnley, atingindo assim a marca de dois jogos e nenhum gol em sua passagem pelo clube londrino. 
Logo depois, retornou à Alemanha para jogar no Schalke 04, mas teve uma passagem curta. Depois de poucos jogos e somente uma temporada, foi dispensado.
Em setembro de 2011, assinou contrato com o TuS Koblenz, da 4ª divisão Alemã. Após o fim de seu contrato, se aposentou, ficando na Alemanha para criar a família.

## Prêmios
- 22º Melhor Jogador do Brasil: 2005
- 3º Melhor Jogador do Brasil: 2006
- Seleção Ideal do Brasil: 2006
- Seleção do Campeonato Brasileiro: 2006
- Bola de Prata: 2000, 2004, 2005 e 2006.

## Títulos
São Caetano
- Campeonato Paulista: 2004

São Paulo
- Campeonato Paulista: 2005
- Copa Libertadores da América: 2005
- Copa do Mundo de Clubes da FIFA: 2005[7]
- Campeonato Brasileiro: 2006

Chelsea
- Copa da Inglaterra: 2009

Seleção Brasileira
- Copa América: 2007